# ルイス・ソモサ・デバイレ
ルイス・ソモサ・デバイレ（Luis Somoza Debayle、1922年11月18日 - 1967年4月13日）は、ニカラグアの政治家。ニカラグア大統領（1957年 - 1963年）。独裁者アナスタシオ・ソモサ・ガルシアの長男。 
アメリカ合衆国で教育を受け帰国後、議会に入り上院議長になった。1956年に父親が暗殺されると後任として大統領に就任。アメリカ合衆国の意向を受け、父のように国家警備隊の実力に頼った政権運営ではなく、メキシコの制度的革命党（PRI）による一党制のように、一見、国家主義自由党（PLN）によって民主的な政治をおこなっているように見せかけながらソモサ一族による支配を存続させた。任期中には住宅建設、農地改革、福祉制度の拡充、言論の自由の一部解禁を行い、これによってカルロス・フォンセカの結成したサンディニスタ民族解放戦線（FSLN）など、国内の反政府勢力が活発になり、軍を掌握していた弟のアナスタシオ・ソモサ・デバイレとの確執が顕著になった。1967年に心臓発作で死去した。